# Émile Druart
Émile Druart (fl. XIX secolo) è stato un arciere belga, vincitore della medaglia d'argento alle olimpiadi parigine del 1900 nella prova alla pertica ad arpice ex aequo con il francese Auguste Serrurier.

## Palmarès
- Giochi olimpici estivi

1900 - Parigi: argento alla pertica ad arpice.